# Pomnik Powstańców Wielkopolskich na Cmentarzu Górczyńskim w Poznaniu
Pomnik Powstańców Wielkopolskich na Cmentarzu Górczyńskim – pomnik upamiętniający poległych powstańców wielkopolskich usytuowany na Cmentarzu Górczyńskim na Górczynie w Poznaniu. Zniszczony w 1940  roku, w 1968 w jego miejscu odsłonięto nowy pomnik.

## Historia
Inicjatorem powstania pomnika było Towarzystwo Powstańców i Wojaków im. śp. Andrzejewskiego dzielnicy Łazarz-Górczyn. Za organizację budowy monumentu odpowiedzialny był porucznik rezerwy, prezes Towarzystwa Stefan Szykowny. Ksiądz Kazimierz Maliński, ówczesny proboszcz parafii Matki Boskiej Bolesnej w Poznaniu, udostępnił na terenie cmentarza miejsce pod budowę pomnika. Autorem monumentu był rzeźbiarz Stanisław Jagmin. Przy budowie pomnika pracował włoski sztukator FIlippo Salvetti i artysta-rzeźbiarz Piotr Cekiera. Zaangażowany był także rzeźbiarz profesor Marcin Rożek. 
Poświęcenie kamienia węgielnego przyszłego pomnika nastąpiło 1 stycznia 1923 roku. Pomnik odsłonięto 13 lipca 1924 roku. Podczas ceremonii odsłonięcia obecni byli m.in. wojewoda poznański Adolf Rafał Bniński, prezydent Poznania Cyryl Ratajski, dowódca Okręgu Korpusu Nr VII generał Kazimierz Raszewski, który odsłonił monument. Poświęcenia pomnika dokonał ks. Kazimierz Maliński. Obecni byli także prezes Towarzystwa Powstańców i Wojaków Stefan Szykowny i sekretarz generalny Towarzystwa porucznik Stanisław Rybka Myrius.
W 1940 roku Niemcy zniszczyli pomnik. Nowy pomnik odsłonięto w tym miejscu 18 grudnia 1968 roku wg projektu Ryszarda Skupina.

## Opis
Na szczycie cokołu umieszczono skrzyżowane lufy armat na których przysiadł orzeł, z leżącymi pomiędzy nimi kulami armatnimi. Poniżej od frontu znajdowała się rzeźba przedstawiająca Matkę Boską Bolesną nachylającą się nad ciałem umierającego powstańca i groby sześciu poległych powstańców: Antoniego Andrzejewskiego, Franciszka Ratajczaka, Jana Dembińskiego, Stefana Grabskiego, Stanisława Śniegockiego i Maksymiliana Nickela.

## Inskrypcje
Na pomniku od frontu znajdował się napis:
CIENIOM POLEGŁYCH BOHATERÓW
W WLKP. POWSTANIU GRUDNIOWEM R. 1918/19.
POZOSTALI TOWARZYSZE BRONI I RODACY.
Z lewej strony cokołu umieszczono napis: 
27.12.1918 r. podczas zdobywania b. prezydium policji pruskiej polegli
ś. p. Antoni Andrzejewski ur. 3.6.1901,
ś. p. Franciszek Ratajczak w 34 r. życia
Natomiast z prawej strony wykuto napis:
W walkach o oswobodzenie ziem wielkopolskich z wiekowej niewoli pruskiej polegli
ś. p. Jan Dembiński 2.2.19 pod Szubinem,
ś. p. Stefan Grabski 12.2.19 pod Żninem,
ś. p. Stanisław Śniegocki 26.4.20 w Kowlu,
ś. p. Maksymilian Nickel 7.5.19 pod Czarnkowem